# Julius Mentz
Julius Mentz (* 29. Januar 1845 in Brakupönen; † 21. März 1927 in Gumbinnen) war Domänenpächter und Mitglied des Deutschen Reichstags.

## Leben
Mentz besuchte das Gymnasium in Insterburg von 1858 bis 1863. Er studierte die Landwirtschaft in Jena und Berlin von 1868 bis 1871. Ab 1864 war er praktischer Landwirt und von 1875 bis 1905 Pächter der Königlichen Domäne Kampischkehmen. Weiter war er Vorsitzender des landwirtschaftlichen Kreisvereins Gumbinnen, Amtsvorsteher und Standesbeamter.
Von 1893 bis 1912 war er Mitglied des Deutschen Reichstags für den Reichstagswahlkreis Regierungsbezirk Gumbinnen 3 und die Deutschkonservative Partei. Zwischen 1893 und 1913 war er auch Mitglied des Preußischen Abgeordnetenhauses.